# Kannapuram
Kannapuram là một thị trấn thống kê (census town) của quận Kannur thuộc bang Kerala, Ấn Độ.

## Nhân khẩu
Theo điều tra dân số năm 2001 của Ấn Độ, Kannapuram có dân số 18.568 người. Phái nam chiếm 46% tổng số dân và phái nữ chiếm 54%. Kannapuram có tỷ lệ 84% biết đọc biết viết, cao hơn tỷ lệ trung bình toàn quốc là 59,5%: tỷ lệ cho phái nam là 86%, và tỷ lệ cho phái nữ là 81%. Tại Kannapuram, 10% dân số nhỏ hơn 6 tuổi.